# Новые Ботнарешты
Новые Ботнарешты (также Ботнэрештий Ной, рум. Botnăreștii Noi) — село в Новоаненском районе Молдавии. Наряду с селом Кирка входит в состав коммуны Кирка.

## География
Село расположено на высоте 58 метров над уровнем моря.

## Население
По данным переписи населения 2004 года, в селе Новые Ботнэрешты проживает 142 человека (76 мужчин, 66 женщин).
Этнический состав села:
| Национальность | Число жителей | Процентный состав |
| -------------- | ------------- | ----------------- |
| молдаване      | 96            | 67.61             |
| украинцы       | 35            | 24.65             |
| русские        | 10            | 7.04              |
| гагаузы        | 1             | 0.7               |
| Всего          | 142           | 100%              |